# Gymnopilus minutosporus
Gymnopilus minutosporus là một loài nấm thuộc họ Cortinariaceae.